# Guvernementet Volynien
Guvernementet Volynien var åren 1795–1917 ett guvernement i regionen Volynien i Kejsardömet Ryssland. Det var beläget mellan Polen i väster och guvernementet Kiev i öster och hade en yta på 71 853 km2.

## Geografi
Den högre liggande, södra delen är fylld av sydryska höjdryggen, även kallad Avratynskplatån, en blott skenbart med Karpaterna sammanhängande, under paleozoisk tid veckad bergssträcka, som emellertid blev av erosionen så utjämnad, att endast få punkter når över 300 meter.; största höjden, vid Kremenets, är 405 m. Norra delen däremot är ett slättland med svag lutning mot Pinsks sumpmarker; det bär sitt gamla namn Polesien.
Volynien tillhör huvudsakligen Dneprs flodområde, genom Pripet, som från höger upptar Turia, Styr och Goryn med Slutj; Teterev går direkt till Dnepr. Södra gränsen för det område, som under istiden varit täckt av inlandsis,
löper tvärs över Volynien. En följd därav är, att en motsats utbildats mellan en skogrik nordlig del och en skogfattigare sydlig med god åkerjord.

## Näringsliv
Huvudnäringar var åkerbruk och ladugårdsskötsel; mest odlades råg och havre, i mindre grad vete, även korn, bovete, sockerbetor och tobak. Biodlingen var ansenlig. I Polesien idkades skogsavverkning samt tillverkas beck, tjära och pottaska. Ur marken hämtades kol och lignit, kaolin samt något grafit.
Industrin omfattade förutom brännerier och sockerfabriker även tillverkning av glas, porslin, papper, maskiner och yllevaror.

## Befolkning och administrativ indelning
Befolkningen, som 1906 uppgick till 3 547 500 personer, uppskattades 1915 till 4 241 800 personer. Till större delen utgjordes densamma av ukrainare (omkring 3/4 1906), 13,2 procent var judar, 5,7 procent tyskar och 5,2 procent polacker. Guvernementet räknades till judiska bosättningsområdet i Kejsardömet Ryssland.
Volynien indelades i 12 kretsar (ujezd): Dubno, Kovel, Kremenets, Lutsk, Novgorod Volynsk, Ostrog, Ovrutj, Rovno, Saslavl, Zjitomir, Staro-Konstantinov, Vladimir-Volynsk.

## Historia
Landet, som redan i tidig medeltid var bebott av slaver, var oberoende till 1300-talet, då det anslöts till Litauen, förenades 1569 med Polen och kom genom detta lands andra och tredje delning (1793 och 1795) till Kejsardömet Ryssland.
Efter Ryska revolutionen delades guvernementet upp mellan Ukrainska SSR, Vitryska SSR och Polen. Idag tillhör större delen av guvernementets forna territorier Ukraina.